# Johann Nestroy

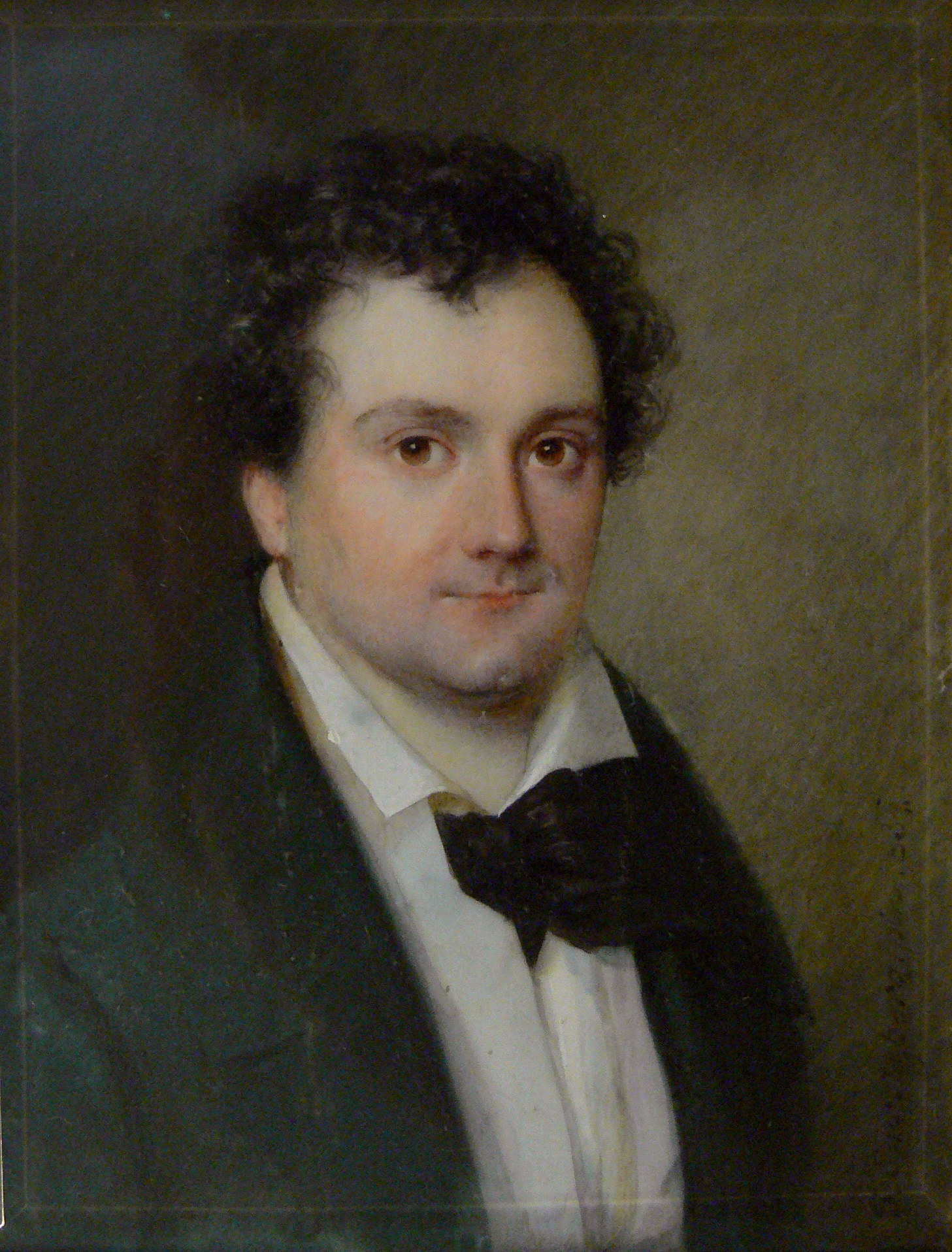
Johann Nestroy, in 1834 door Franz Schrotzberg geportretteerd

Nestroy had een engagement van 1823/25 bij de Hoogduitse Schouwburg in Amsterdam

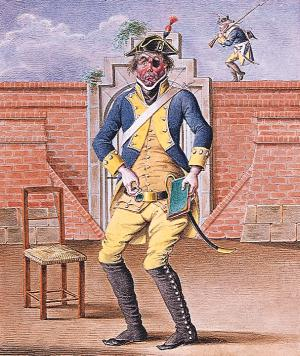
Nestroy in der Rolle van Sansquartier

Johann Nepomuk Eduard Ambrosius Nestroy (Wenen, 7 december 1801 – Graz, 25 mei 1862) was een Oostenrijks schrijver van toneelstukken en operettes.

## Leven
Nestroy was de zoon van een Weens advocaat. Aanvankelijk wilde hij, na van 1817 tot 1822 gestudeerd te hebben, operazanger worden, en hij was als basbariton behoorlijk succesvol. Bij de opera van Graz nam hij verschillende grote rollen op zich, waaronder Sarastro in Die Zauberflöte, en Don Giovanni. Nestroy had een engagement van 1823 tot 1825 bij de Hoogduitse Schouwburg in Amsterdam. In 1823 trouwde hij, maar zijn huwelijk liep reeds in 1827 op de klippen door toedoen van zijn overspelige aandrang. Nadat zijn vrouw hem voor graaf Batthyány verlaten had, besloot hij zijn carrière over een andere boeg te gooien: nog datzelfde jaar begon hij zelf stukken te schrijven. In korte tijd groeide hij uit tot een van de populairste en beruchtste auteurs van Oostenrijk.
Nestroy was zowel acteur, schrijver als zanger. Hij liet ongeveer 80 stukken na, die alle in het Weense dialect zijn geschreven en satires of parodieën zijn. Met zijn ensemble Mädlerie voerde hij ze op en speelde zelf mee, ondertussen talloze korte relaties met actrices aanknopend, waar zijn nieuwe partner, Marie Weiler, steevast achter kwam.
De stukken van Nestroy werden lang als onbelangrijke, eenvoudige kluchten aangezien, en Nestroy geraakte in de literatuurkritiek na zijn dood enigszins in de vergetelheid, totdat Karl Kraus hem herontdekte: hij was sterk onder de indruk van Nestroys virtuoze taalspel. Geen enkele andere auteur uit de Biedermeier experimenteert zo extreem met taal en woordspelingen, en qua stijl is het werk ronduit anarchistisch. Nestroy schijnt stilistisch aan te sluiten bij de Vormärz, terwijl zijn onderwerpen duidelijk tot de Biedermeier behoren.
Het Oostenrijk ten tijde van Metternich was een strenge, autoritaire staat, en Nestroy kwam meer dan eens in aanvaring met de censuur ervan. Daarenboven had hij een opvliegend karakter; wanneer het publiek hem niet beviel, schreeuwde hij obsceniteiten in hun richting. Nestroy belandde zo onder andere gedurende vijf dagen in de gevangenis, wegens een zware vijandigheid tegenover een criticus. Ook binnen het artistieke milieu had hij vijanden: zijn grote rivaal was Ferdinand Raimund; Friedrich Hebbel haatte hem. Bij het grote publiek was hij evenwel onbetwist een vedette. 
Nestroys stukken zijn gewoonlijk te omschrijven als Possen: het zijn farcen, kluchten of zotternijen, die zich, geheel in de traditie van het volkstheater, in een kleinburgerlijk milieu afspelen. De grote vernieuwing van Nestroy zit echter in zijn radicale, subversieve satire: Nestroy bracht meer dan platvloerse volkshumor. De humor van zijn beste stukken is scherp-ironisch, en vooral doorspekt met fijne woordspelletjes en neologismen. Nestroys eerste grote succes was een parodie op het genre Zauberposse — een soort feeërieke komedie waarnaar ook Die Zauberflöte gemodelleerd is —, getiteld Der böse Geist Lumpazivagabundus oder Das liederliche Kleeblatt: dit stuk toont reeds Nestroys taalexperiment, dat eveneens op de Weense Baroktraditie inspeelt. Zijn voornaamste criticus, recensent Moritz Saphir, omschreef hij als een „Vomkunstrichterstuhlherabdieleutevernichtenwoller“; de term is vrijwel onvertaalbaar.
Nestroy bedacht nagenoeg nooit eigen stof; enkel Zu ebener Erde und im ersten Stock schijnt volledig door hemzelf te zijn uitgedacht. Als operazanger bewerkte hij graag operettes en opera's, en zijn stukken bevatten dan ook ontelbare gezangen en interludia. Op de populariteit van de vaudeville speelde hij gretig in, en tevens parodieerde hij Wagners Tannhäuser; die kon zichzelf echter goed relativeren, en feliciteerde Nestroy met de geslaagde parodie. Friedrich Hebbel was daarentegen zeer verbolgen omtrent Nestroys travestie van diens stuk Judith. Judith und Holofernes. Travestie mit Gesang in einem Akt is een van Nestroys geslaagdste stukken, dat niet enkel de zwakten van Hebbels origineel blootlegt, maar tevens het hele genre van de Bijbelse tragedie onderuit haalt. Het stuk speelt zich nog steeds in de Oudheid af, maar is doorspekt met anachronismen en toespelingen op de contemporaine Oostenrijkse situatie.
Nestroy wordt in Oostenrijk nog relatief vaak gespeeld, en is in feite nooit helemaal uit het volkstheater weggeweest, ofschoon in de literatuurkritiek straal genegeerd. Zijn toneelstukken hebben meer inhoud dan op het eerste gezicht blijkt — anders hadden ze nooit een dergelijke controverse kunnen opwekken: Freiheit in Krähwinkel is bijvoorbeeld een satire op de censuur. Nestroys sterk sceptische houding, en weigering opgelegde normen qua kunstzinnige 'gratie' te erkennen, leverden hem de titel 'Napoleon der gemeenheid' op. Daadwerkelijk schreef Nestroy zijn stukken ook voor de onopgeleide arbeidersmassa die toentertijd het theater had ontdekt, en veel psychologische diepgang in de karaktertekening dient men bij hem niet te zoeken. Desalniettemin is zijn vrolijke cynisme vernieuwend en doelgericht geweest; men kan Nestroy als satiricus een vriendelijke misantroop noemen, wiens gaven door het 20ste-eeuwse komische theater zijn herontdekt, en die nauwelijks verholen maatschappijkritiek in zijn kolderhumor stak: want „God had tussen alle volkeren vrije verkiezing“ (Judith und Holofernes).  
Johann Nestroy ligt op het Zentralfriedhof in Wenen begraven.

## Werken
- 1827 Der Zettelträger Papp
- 1833 Der böse Geist Lumpazivagabundus oder Das liederliche Kleeblatt
- 1835 Zu ebener Erde und im ersten Stock oder Die Launen des Glücks
- 1837 Das Haus der Temperamente
- 1840 Der Talisman
- 1841 Das Mädl aus der Vorstadt
- 1842 Einen Jux will er sich machen
- 1844 Der Zerrissene
- 1847 Die schlimmen Buben in der Schule
- 1849 Judith und Holofernes
- 1849 Freiheit in Krähwinkel
- 1849 Höllenangst
- 1862 Häuptling Abendwind oder Das greuliche Festmahl

- Bibsys: 90124222
- Bibliothèque nationale de France: cb120284795 (data)
- Catàleg d'autoritats de noms i títols de Catalunya: 981058517341006706
- CiNii: DA0182892X
- Gemeinsame Normdatei: 118587080
- International Standard Name Identifier: 0000 0001 1047 1867
- Library of Congress Control Number: n79104315
- Nationale Bibliotheek van Letland: 000173196
- MusicBrainz: df391793-45eb-471b-bd5a-ed7efd23fb22
- Bibliotheek van het Japanse parlement: 00472215
- Nationale Bibliotheek van Tsjechië: jn20000604160
- Nationale bibliotheek van Australië: 35380323
- Nationale Bibliotheek van Israël: 987007265801405171
- Nationale Bibliotheek van Polen: a0000002813272
- Nationale en Universitaire bibliotheek Zagreb: 000098758
- Nederlandse Thesaurus van Auteursnamen: 068702183
- Réseau des bibliothèques de Suisse occidentale: 02-A003635502
- RKD-Nederlands Instituut voor Kunstgeschiedenis: 235525
- Istituto Centrale per il Catalogo Unico: RAVV001972
- LIBRIS: 207468
- SNAC: w6377dtj
- Système universitaire de documentation: 027337979
- Trove: 932220
- Virtual International Authority File: 27080008
- WorldCat: E39PBJpdPrgVChGqHpCpP3Mtrq